# Pyrilia pyrilia
Pyrilia pyrilia е вид птица от семейство Папагалови (Psittacidae). Видът е почти застрашен от изчезване.

## Разпространение
Видът е разпространен във Венецуела, Колумбия и Панама.